# Batalla de Dobor (1408)
La batalla de Dobor se libró en septiembre de 1408. entre el ejército del Reino de Hungría bajo el mando del rey Segismundo de Luxemburgo y un ejército bosnio del otro lado y qué terminó con una gran victoria húngara. La batalla provocó la ruptura de la larga alianza entre el herceg de Split, Hrvoje Vukčić Hrvatinić, y el pretendiente al trono húngaro, Ladislao de Nápoles. La consecuencia de la batalla de Dobor fue el derrocamiento del rey bosnio Tvrtko II y el ascenso al poder de Esteban Ostoja en 1409.

## Antecedentes
A finales de 1403, Hrvoje Vukčić Hrvatinić recibió el título de herceg de Split del pretendiente al trono húngaro Ladislao de Nápoles. El herceg, que también era knez de Donji Kraji estaba ahora en el apogeo de su poder. Además del título de herceg, a Hrvoje también se le concedieron las islas de Brač, Hvar y Korčula, así como autoridad sobre Hungría, Croacia, Dalmacia y Bosnia. Hrvoje fue el principal aliado de Ladislao en la lucha contra el rey Segismundo de Luxemburgo. A principios del verano de 1406, Segismundo se preparaba para una campaña contra la Baja Carniola, de la que los habitantes de Dubrovnik informaron al herceg de Split. Hrvoje pidió a la República de Venecia dos galeras, pero se negaron a enviárselas. En la guerra de 1406, los croatas perdieron Bihać y Srebrenik en Usora. Al año siguiente, sin embargo, consiguió detener el avance de Segismundo a través del valle Vrbas. Segismundo emprendió su campaña en agosto. En septiembre ya estaba en la fortaleza de Bobovac. Sin embargo, debido a su mala salud, tuvo que retirarse a través del río Sava, llevándose consigo a los prisioneros que se habían establecido en Hungría.
Segismundo entró en relaciones con el nuevo papa, Gregorio XII, solicitando su apoyo para su guerra en Bosnia. El papa creyó que una campaña contra los herejes bosnios sería de interés para la Iglesia católica y el 9 de noviembre emitió una ley bendiciendo la guerra de Segismundo en Bosnia, dándole el carácter de una cruzada. La noticia del acto papal tomó a Segismundo por sorpresa a su regreso de Bosnia. La guerra no había terminado, sino sólo interrumpida debido a la repentina enfermedad de Segismundo y la proximidad del invierno. Todo el invierno de 1407/8, Segismundo pasó el año preparándose para una nueva y gran campaña. En la primavera, Bosnia sería atacada con toda su fuerza y con el apoyo del papa.

## La batalla
Los preparativos de Segismundo para una nueva campaña quedaron evidenciados por una carta a la ciudad de Sopron informándole que había recibido una flotilla de 400 naves como ayuda para la guerra en Bosnia. También los habitantes de Dubrovnik fueron informados sobre la guerra. En abril de 1408, Segismundo descendió sobre Đakovo para estar más cerca de la frontera enemiga. Desde Dragotin, cerca de Đakovo, Segismundo llamó a uno de sus vasallos para que se uniera en la lucha contra los bosnios que «con frecuencia y de manera atrevida atacaban las fronteras del reino».
El inicio oficial de la campaña fue el 24 de junio (san Juan Bautista), aunque Segismundo y su ejército ya estaban acampados ante Dobor el 26 de mayo. Allí, en 1394, derrotó a Juan Horvat y sus hermanos, que habían apoyado a Ladislao y sus predecesores en los primeros años de la guerra civil. En junio del mismo año, Segismundo regresó a Buda, para luego regresar a Bosnia nuevamente en septiembre. Regresó a Bosnia con una gran fuerza, compuesta por unos sesenta mil hombres. El rey estuvo en un campamento cerca de la ciudad de Maglaj del 18 al 21 de septiembre. Además de húngaros, su ejército también incluía muchos polacos. Bosnia tuvo que doblegarse ante tal fuerza. Según el biógrafo de Segismundo, Eberhart Windeck, la batalla se libró en las cercanías de Dobor. El ejército bosnio fue derrotado. Segismundo capturó a muchos nobles y mató a muchos más. También mató a mujeres, niños y ancianos y destruyó muchas ciudades.

## Consecuencias
Después de la batalla de Dobor, muchas ciudades cayeron en manos de Segismundo: Branič, Dubočac, Maglaj, Vranduk y Doboj. El rey informó de su victoria a la República de Dubrovnik, que le felicitó el 24 de octubre. Los principales nobles bosnios fueron decapitados después de la batalla, 171 en total. Sin embargo, los mayores oponentes de Segismundo, Hrvoje Vukčić, Sandalj Hranić y Pavle Radenović, escaparon de la muerte. También estuvo presente el rey Tvrtko Tvrtković. Segismundo dejó parte del ejército en Bosnia. La batalla también tuvo un gran impacto en la nobleza que no participó en la batalla. A finales de 1408, Hrvoje reconoció la autoridad de Segismundo. Con esto terminó la larga colaboración entre Hrvoje y Ladislav de Nápoles. Hrvoje perdió todos los privilegios que había recibido de Ladislao. Ladislao vendió los derechos de Dalmacia a los venecianos. Hrvoje también perdió Split. Segismundo lo invitó a Buda, donde lo incluyó en su recién formada Orden del Dragón. Según el acuerdo alcanzado, Segismundo sería coronado de la misma manera que Tvrtko I en 1377, es decir, coronado como rey de los serbios y de Bosnia. Sin embargo, a partir del rey Esteban Dabiša (1391-1395), el sufijo «serbios» se perdió de los títulos de los gobernantes bosnios, aunque conservaron el nombre Nemanjić «Esteban». Segismundo fue coronado virrey de Bosnia en 1409, pero a pesar de ello, su poder decayó después.
El acercamiento entre Hrvoje y Segismundo provocó el estallido de nuevos conflictos en la propia Bosnia. En 1409, Hrvoje atacó a Radivojevici, y el anterior rey Ostoja también tomó medidas, liderando una lucha contra Tvrtko II para restaurar su poder. Sandalj Hranić también se alzó contra Hrvoje y lo expulsó de Drijeva.